# Setomesosa rondoni
Setomesosa rondoni là một loài bọ cánh cứng trong họ Cerambycidae.